# 오기후치촌
오기후치촌(扇淵村)은 아키타현 야마모토군에 있던 촌이다. 현재의 노시로시 요네시로강의 좌안 히가시노시로역의 동쪽 일대에 해당한다.

## 역사
- 1889년 4월 1일 - 정촌제 시행에 의해 2촌을 구성하여 오기후지촌이 성립하였다.
- 1942년 4월 1일 - 노시로시에 편입되었다. 동일 오기후치촌은 폐지되었다.

## 교통

### 철도
- 철도성
  - 오우 본선

### 도로
- 현재는 고토오카노시로 도로가 옛 촌지역을 통과하지만, 당시에는 미개통이었다.